# Geomalacus maculosus
Geomalacus maculosus е вид коремоного от семейство Arionidae.

## Разпространение
Видът е разпространен в Ирландия, Испания и Португалия.